# Pongo tapanuliensis
Pongo tapanuliensis är en primat i släktet orangutanger som förekommer på Sumatra. Artepitet i det vetenskapliga namnet syftar på regionen Tapanuli, där arten förekommer. Olika svenskspråkiga nyhetstjänster brukade det svenska namnet Tapanuli-orangutang.
Populationen söder om Tobasjön blev i tidigare avhandlingar inte särskild uppmärksammad eller den infogades i arten Sumatraorangutang (Pongo abelii). Efter en studie från 2017 godkänns den som art på grund av olika morfologiska och genetiska skillnader. Den är även geografisk avgränsad från Pongo abelii.
Enligt genetiska undersökningar som utfördes i samband med studien skilde sig Pongo tapanuliensis från Pongo abelii för cirka 3,38 miljoner år sedan. Under den följande tiden fanns fortfarande genetiskt utbyte mellan populationerna men det minskade betydligt för cirka 100 000 år sedan. Som orsak utpekas utbrottet av vulkanen Toba för ungefär 70 000 år sedan. Pongo tapanuliensis är däremot närmare släkt med Borneoorangutang (Pongo pygmaeus). De hade ett sammanhängande utbredningsområde i Sundalandet. Uppdelningen mellan dessa två arter började senare för cirka 2,41 miljoner år sedan. Separationen avslutades vid uppkomsten av sundet mellan öarna.
Det aktuella beståndet av arten uppskattas med 800 individer (gäller året 2017).

## Utseende
Arten har ungefär samma uppsyn och storlek som Sumatraorangutang med några markanta avvikelser. Pälsen är hos Pongo tapanuliensis mer tovad med inte lika långa och lösa kroppshår. Dessutom har även honor skägg och hos dominanta hannar förekommer en mustasch. De senare har även vulster på kinderna som är täckta med fluffiga hår. Pälsens färg är mer kanelbrun än hos Sumatraorangutang.
Skallen är hos Pongo tapanuliensis mindre jämförd med de andra orangutangerna. Sedan finns flera avvikande detaljer av skallen och tanduppsättningen.

## Utbredning
Denna orangutang lever endemisk i skogsresterna i distrikten Norra Tapanuli, Centrala Tapanuli och Södra Tapanuli på Sumatra i Indonesien. Den vistas i regioner som ligger 300 till 1300 meter över havet. Arten föredrar täta ursprungliga skogar men den hittas även i glesare skogar blandad med jordbruksmark.

## Status
Beståndet hotas främst av skogsavverkningar, av jakt för köttets skull och på grund av att ungdjur infångas som sedan säljs på marknader. Hoten ökade under några decennier före 2017 i samband med invandring av människor från ön Nias som bosätter sig i skyddade skogar i artens utbredningsområde. Skyddsåtgärderna för skogarna inrättades 2014. Oberoende av dessa fick ett skogsbruksföretag tillstånd att avverka 300 km² skog i regionen. I cirka 3 procent av orangutangens utbredningsområde pågår gruvdrift efter guld och silver. Enligt ett förslag ska ett vattenkraftverk byggas i en region som tät befolkas av arten. Det skulle påverka 100 km² eller 10 procent av artens bestånd. Utbyte mellan den västra och den östra populationen av arten sker över en flod och vattenkraftverkets dammbyggnad skulle förhindra dessa vandringar.
Enligt uppskattningar minskade beståndet för alla orangutanger på Sumatra mellan 1985 och 2007 med 60 procent. Utan åtgärder mot de ovan nämnda hoten kommer denna utveckling fortsätta. Fortfarande ingår 14 procent av utbredningsområdet inte i skyddszoner. Enligt uppskattningar från 1985 hade populationen som numera är arten Pongo tapanuliensis cirka 1500 individer. Med den beskrivna trenden har arten året 2060 (tre generationer) ungefär 260 individer. IUCN listar Pongo tapanuliensis därför som akut hotad (CR).